# Margarita Ferreras
María Margarita Ferreras Lorenzo (Alcañices, 26 de febrer de 1900 – Palència, 19 de novembre de 1964) va ser una escriptora i poeta espanyola pertanyent a la Generació del 27.

## Biografia
Els seus pares van ser Abelisa Lorenzo García, oriünda de Canfranc, i Francisco Ferreras Toro, oriünd de Alcañices. Ell era interventor d'Hisenda a la província de Palència; ella havia obtingut el Diploma d'Honor escolar el 1878. En morir el seu pare, la família es va traslladar a Madrid. El seu oncle era José Ferreras Toro, periodista, advocat i polític del Partit Constitucional.
L'escriptor Álvaro Retana va dedicar a Ferreras la seva obra Ninfas y sátiros. Escenas pintorescas de Madrid de noche, on la recorda com una de les seves primeres núvies. Va aspirar a protagonitzar l'obra Amor de don Perlimplín con Belisa en su jardín, de Federico García Lorca, però el paper se'l va emportar l'escriptora i actriu Magda Donato.
Va assistir com a alumna a la Residencia de Señoritas de Madrid i va freqüentar el Lyceum Club Femení. La poeta va ser sòcia també de l'Ateneu de Madrid. Coneguda en els ambients literaris, va participar en molts esdeveniments, com la lectura de poemes de poetes hispanoamericans, entre els quals Juana de Ibarbouru, en l'homenatge que es va fer al poeta uruguaià Juan Zorrilla de Sant Martín a l'Ateneu de Madrid al març de 1932. Va publicar també en revistes.
Va ser ingressada en un sanatori pels seus problemes nerviosos i li va ser diagnosticada una psicosi exògena. Va mantenir correspondència amb Miguel de Unamuno i María de Maeztu, entre d'altres. S'hi pot llegir com demanava diners al seu amant l'infant don Ferran de Baviera. L'escriptor Manuel Altolaguirre va escriure en les seves memòries El caballo griego: reflexiones y recuerdos (1927- 1958) que es va trobar amb Ferreras durant la guerra civil a València, ja perduda la raó.

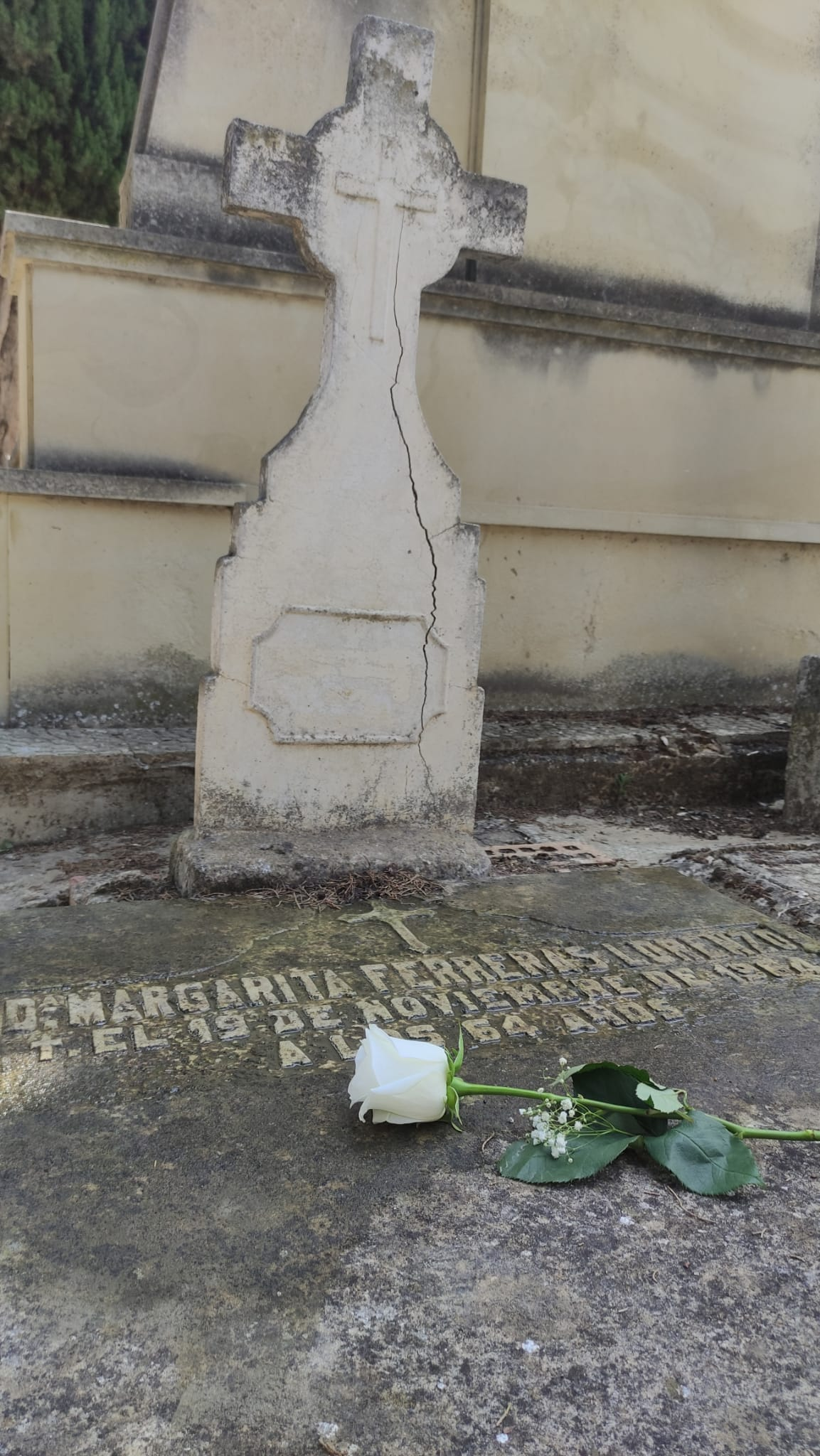
Tomba de Margarita Ferreras Lorenzo en el cementiri Municipal de Palència

El 1930 tenia la seva residència al carrer de Miguel Ángel, número 17, de Madrid, com s'evidencia en una denúncia policial que va interposar pel robatori d'una pitillera i un encenedor, tots dos d'or. També hi ha la dada que el 1939 va residir al carrer de Calderón de la Barca, número 1, de Múrcia. Després de la guerra civil va viure durant un temps a Madrid, encara que es va traslladar a Zamora ja que va obtenir auxili per malaltia de la Junta Provincial de Beneficència de Zamora el 1964.
Margarita Ferreras Lorenzo va morir a Palència, mentre estava internada en el Sanatori San Luís, i està enterrada al Cementiri municipal Nuestra Señora de los Ángeles de Palència, segons es documenta en els arxius palentins, "el 26 de novembre de 1964, per Decret de l'Alcaldia datat el 23-12-1964, s'atorga llicència per a la col·locació d'una creu al Sanatori de San Luís" i on figura el nom i la data de defunció.

## Obra
Pez en la terra va ser el seu únic llibre. Publicat el 1932, a la impremta de Concha Méndez i Manuel Altolaguirre, va tenir una tirada de 250 exemplars, en paper de lli. Va obtenir un gran èxit de crítica, fet que la situà entre les figures poètiques del moment. L'hi va dedicar a Juan Ramón Jiménez i va ser prologat per Benjamí Jarnés. El llibre comença amb una cita de Joan de la Creu. Està dividit en quatre seccions: comença amb poemes d'amor als quals segueixen una sèrie de paisatges evocats, dos romanços a l'estil de García Lorca i acaba amb una sèrie de poemes titulada "Sud", en què s'assembla als quadres de Julio Romero de Torres.
Va participar del desig, comú a altres poetes com Lucía Sánchez Saornil, Rosa Chacel i Ernestina de Champourcin d'experimentar i renovar el llenguatge poètic, explorant noves vies d'expressió obertes pels diferents moviments d'avantguarda. En la seva poesia és clara la influència del surrealisme. Cerca l'essencialitat de la poesia, com Juan Ramón Jiménez i Jorge Guillén, encara que hi ha ressons de la poesia tradicional en els romanços i els poemes de "Sud" a l'estil de García Lorca. Però destaca, sobretot, en el seu esperit transgressor propi del Surrealisme. Així reflecteix el desig eròtic, els somnis i l'angoixa.
Formalment la majoria dels poemes estan escrits en vers lliure, encara que les dues últimes parts, més pròximes a la poesia tradicional, són romanços i estan escrites en versos d'art menor. El llenguatge és senzill. El tema predominant en la primera part del llibre és el desig sexual. El títol del llibre fa referència al moviment que la passió sentida provoca en la poeta, que es retorça buscant arribar al seu element natural, la fusió amb l'altre, com el peix lluny de la mar. A través dels poemes desgrana l'acte sexual ajudant-se de variades metàfores. La segona, "Paisatges", dedicada a Ortega y Gasset, són poemes en els quals la naturalesa humanitzada és l'element principal.
Usa metàfores incloent tots quatre elements: foc que identifica amb la passió i el desig, l'aigua amb l'estimat, l'aire que reflecteix la seva llibertat i la terra i els seus arbres amb els quals identifica el jo poètic.
El seu llegat perviu a través del Cercle Literari Margarita Ferreras, de Alcañices.

## Reconeixements
L'antologia de Pepa Merlo, amb una selecció de vint poetes Peces en la tierra. Antología de mujeres poetas en torno a la Generación del 27, porta com a títol el del seu únic llibre.
Un dels seus romanços, Por la verde, verde oliva, ha estat musicat per la cantant Sheila Blanco a Cantando a las poetas del 27.
El 2019 Alcañices va inaugurar un auditori que porta el seu nom. Aquest mateix any es va convocar un Certamen Literari de Relats Curts també amb el seu nom.
A l'octubre de 2022 la poeta zamorana va ser inclosa en l'exposició "Las Sinsombrero" en el Centre Cultural de la Villa Fernán Gómez a Madrid.
El 18 de novembre de 2023 es va celebrar un homenatge floral davant la seva tomba i posteriorment una lectura poètica, organitzat per Dolores Fidalgo i el Cercle Literari Margarita Ferreras, d'Alcañices.